# Al Guokas
Albert George "Al" Guokas (Filadelfia, Pensilvania; 7 de agosto de 1925-Margate City, Nueva Jersey; 2 de agosto de 1990) fue un jugador de baloncesto estadounidense que disputó una temporada en la NBA, además de jugar en la NBL y la EBL. Con 1,96 metros de estatura, jugaba en la posición de alero. Era hermano del también jugador profesional Matt Guokas, Sr., y tío del jugador y entrenador Matt Guokas.

## Trayectoria deportiva

### Universidad
Jugó durante su etapa universitaria con los Hawks de la Universidad St. Joseph's, con los que promedió 5,0 puntos por partido.

### Profesional
En 1948 fichó por los Denver Nuggets de la NBL, donde en su primera temporada promedió 6,2 puntos por partido. Al año siguiente el club se inscribió en la NBA, donde estaba promediando 4,8 puntos y 2,1 asistencias por partido, hasta que fue traspasado a los Philadelphia Warriors, donde acabó la temporada.
Al año siguiente jugó con los York Victory A.C. de la EBL, con los que promedió 8,2 puntos por partido.

## Estadísticas de su carrera en la NBA

### Temporada regular
| Temporada | Edad | Equipo                | Liga | Pos. | P  | TIT | MIN | TC  | TCA | %TC  | 3P | 3PA | %3P | TL  | TLA | %TL   | R.OF. | R.DEF. | REB | ASIS | ROB | TAP | PER | FP  | PTS |
| 1949-50   | 24   | TOTAL                 | NBA  |      | 57 |     |     | 1.6 | 5.2 | .311 |    |     |     | 0.5 | 0.9 | .560  |       |        |     | 1.7  |     |     |     | 2.5 | 3.8 |
| 1949-50   | 24   | Denver Nuggets        | NBA  |      | 41 |     |     | 2.1 | 6.6 | .317 |    |     |     | 0.6 | 1.1 | .532  |       |        |     | 2.1  |     |     |     | 2.8 | 4.8 |
| 1949-50   | 24   | Philadelphia Warriors | NBA  |      | 16 |     |     | 0.4 | 1.8 | .250 |    |     |     | 0.2 | 0.2 | 1.000 |       |        |     | 0.6  |     |     |     | 1.7 | 1.1 |
| Total     |      |                       | NBA  |      | 57 |     |     | 1.6 | 5.2 | .311 |    |     |     | 0.5 | 0.9 | .560  |       |        |     | 1.7  |     |     |     | 2.5 | 3.8 |

### Playoffs
| Temporada | Edad | Equipo                | Liga | Pos. | P | TIT | MIN | TC  | TCA | %TC  | 3P | 3PA | %3P | TL  | TLA | %TL  | R.OF. | R.DEF. | REB | ASIS | ROB | TAP | PER | FP  | PTS |
| 1949-50   | 24   | Philadelphia Warriors | NBA  |      | 2 |     |     | 1.0 | 2.0 | .500 |    |     |     | 1.0 | 3.0 | .333 |       |        |     | 2.5  |     |     |     | 1.5 | 3.0 |
| Total     |      |                       | NBA  |      | 2 |     |     | 1.0 | 2.0 | .500 |    |     |     | 1.0 | 3.0 | .333 |       |        |     | 2.5  |     |     |     | 1.5 | 3.0 |